# Kumasi
Kumasi – stolica regionu Aszanti w Ghanie, znajdująca się na południu kraju, około 250 km na północny zachód od Akry. Z powodu zróżnicowanej roślinności znana jest jako miasto ogród. Około 32 kilometrów na południe leży największe naturalne jezioro w Ghanie, Bosumtwi.

## Historia
Miasto położone jest w zalesionym regionie zachodniej Afryki, ale są dowody na to, że obszary te były bezdrzewne w neolicie. Kumasi nabrało rozgłosu w roku 1695, gdy zostało stolicą państwa Aszantów (tak zwanej konfederacji Aszanti), z powodu aktywności swojego władcy Osei Tutu (władca Kumasi, znany jako kumasehene, był równocześnie królem konfederacji). Część grodu, łącznie z pałacem królewskim, została zniszczona przez brytyjskie wojsko podczas drugiej wojny Brytyjczyków z Aszantami w roku 1874. Kumasi pozostaje miastem królewskim, chociaż odkąd Ghana zadeklarowała niepodległość w roku 1957, rola króla jest głównie symboliczna. Miasto było ważnym miejscem w historii Aszantów – jak mówi legenda, tutaj Okomfo Anokye otrzymał Złoty Stolec, wcielenie duszy narodu Aszanti.
Najsławniejszym człowiekiem pochodzącym z Kumasi jest były sekretarz generalny Organizacji Narodów Zjednoczonych, Kofi Annan. 

## Ludność i religie
Według źródeł ONZ z roku 2005 Kumasi jest drugim pod względem wielkości miastem w kraju, z liczbą mieszkańców około 1 517 000. Największą grupą etniczną są Aszantowie, ale występują też inne grupy etniczne. W przybliżeniu 84% ludności jest chrześcijanami, a 11% muzułmanami; są też nieliczni wyznawcy religii tradycyjnych. Miasto jest siedzibą diecezji anglikańskiej i archidiecezji rzymskokatolickiej.

## Edukacja i handel
W Kumasi znajduje się ogród zoologiczny, Uniwersytet Nauk Ścisłych i Techniki im. Kwamego Nkrumaha (Kwame Nkrumah University of Science and Technology, poprzednia nazwa Kumasi College of Technology), szpital kliniczny (Komfo Anokye Teaching Hospital) z 736 łóżkami, pięć szpitali publicznych i 57 prywatnych (dane z roku 1992).
W związku z wielkimi pokładami złota, które eksploatowano w pobliżu, miasto należało do najbogatszych w Ghanie. Głównymi towarami eksportowymi dzisiaj są twarde drzewo i kakao. Kumasi skupia 50% przemysłu drzewnego w Ghanie i zatrudnia ponad 4000 ludzi, ma lotnisko i linię kolejową do Akry i Takoradi. Z powodu przeszkody w postaci pasma górskiego kolej nie biegnie dalej na północ kraju.

## Zabytki i muzea
Do osobliwości miasta zaliczyć należy: wielki Rynek Centralny, Fort Kumasi (zbudowany przez Brytyjczyków w 1896, by zastąpić Fort Asante; dziś muzeum) i Kumasi Hat Museum. Atrakcjami Asante są Narodowe Centrum Kulturalne Kumasi (Kumasi National Cultural Centre), włączając Muzeum Jubileuszu Prempeha II z insygniami władzy oraz z reprodukcją Złotego Stolca, miecz Okomfo Anokye, pałac asantehene zbudowany w 1972 oraz pałac Mahniya pochodzący z 1925, obecnie muzeum.

## Gospodarka
W mieście rozwinął się przemysł spożywczy, drzewny, włókienniczy, skórzany, materiałów budowlanych oraz rzemieślniczy.

## Sport
Miejscowy zespół piłki nożnej Asante Kotoko zdobył kilka narodowych i kontynentalnych nagród. Ich stadion został zbudowany w 1959 i odnowiony w 1978 roku, z trybunami na 100 tysięcy miejsc siedzących, co czyni go największym w kraju.

## Miasta partnerskie
- Charlotte (Stany Zjednoczone)
- Newark (Stany Zjednoczone)
- Winston-Salem (Stany Zjednoczone)